# Tona rejestrowa
Tona rejestrowa (RT – register tonne) – niemetryczna jednostka objętości używana do określania pojemności rejestrowej brutto (BRT / GRT) i netto (NRT) statków handlowych. 
1 RT = 100 stóp sześciennych = 2,8316846592 m³
Na mocy konwencji międzynarodowej z 1969 roku, od 1982 roku zmieniono sposób pomiaru pojemności i od 1994 roku zaprzestano używania ton rejestrowych. Obecnie pojemność brutto statków podaje się w jednostkach niemianowanych.
Spotyka się także określanie ton rejestrowych używanych do wyrażania pojemności rejestrowej brutto i netto jako tony rejestrowe brutto (ang. gross registered ton, niem. Bruttoregistertonne) i netto, lecz są to te same jednostki. Tona rejestrowa netto (NRT) oznaczała jednostkę pojemności rejestrowej netto statku, czyli pojemności pomieszczeń statku przeznaczonych tylko dla ładunku i pasażerów.